# Stazione di Kakegawa
La stazione di Kakegawa (掛川駅 Kakegawa-eki?) è la principale stazione della città di Kakegawa, nella prefettura di Shizuoka. La stazione è servita dalle linee del Tōkaidō Shinkansen e la linea principale Tōkaidō. La stazione è gestita da JR Central. Presso la stazione passa anche la ferrovia privata linea Tenryū Hamanako.

## Linee
- JR Central
  - Tōkaidō Shinkansen
  - Linea principale Tōkaidō
  - Ferrovie Tenryū
  - Linea Tenryū Hamanako